# 松田マルシオ
松田マルシオ（まつだまるしお、1978年3月16日 - ）は、ブラジル出身のフットサル選手である。
2007年から2008年までバサジィ大分に所属していた。2008年3月14日付で日本への帰化申請が承認された。

## 所属クラブ
- 1993 - 1994　 サン・カエターノ
- 1995 - 1997　 ポルトゲーザ
- 1998 - 2002　 ナシオナルA.C
- 2003 - 2003　 セレゾン浜松
- 2004 - 2006　 田原FC (現 アグレミーナ浜松)
- 2007 - 2008　 バサジィ大分